# Meng Po

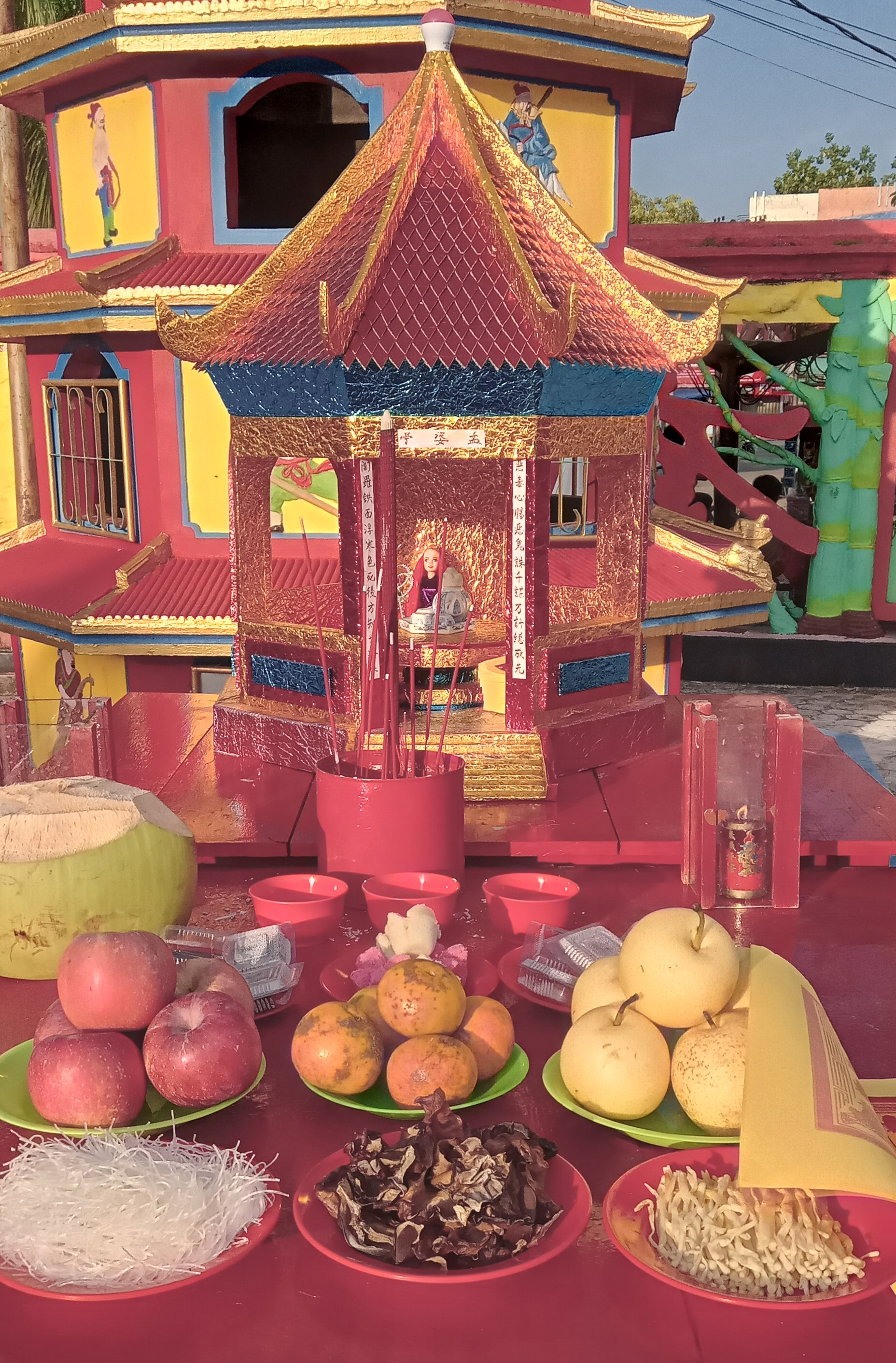
Altar temporal de Meng Po en el Ghost Festival en Bangka Island en 2022.

Meng Po (chino: 孟婆; pinyin: Mèng Pó) es la Señora del Olvido en la mitología china. 
Meng Po (Literalmente, Vieja Señora Meng) es una deidad femenina que sirve en el Di Yu, el mundo de los muertos de la heterogénea religión china (puede ser nombrada también en textos budistas chinos). Su tarea consiste en asegurarse de que las almas, listas para reencarnarse en algún reino superior, no recuerden sus vidas pasadas ni su estancia en el infierno. 
Para ello, recolecta hierbas de diferentes estanques y arroyos en la Tierra, para crear su Té de los Cinco Sabores del Olvido. Esta bebida se le ofrece a cada alma antes de abandonar el Di Yu. El brebaje produce una amnesia permanente de forma instantánea, provocando así la pérdida de todo recuerdo de vidas pasadas; siendo el hecho de beber ésta bebida equivalente a beber las aguas del río Lete que se encuentra ubicado en el Inframundo griego.
Habiendo sido purgado de todo pecado y conocimiento previo, el espíritu es enviado para renacer en una nueva reencarnación terrenal, comenzando de esta forma el ciclo de nuevo.
En ocasiones, algunos son capaces de evitar beber total o parcialmente la poción, pudiendo así recordar fragmentos de vidas pasadas en la infancia, los sueños, etc.
También se dice que vela por las almas que han renacido, por eso cuando los neonatos sueñan, si lloran se dice que Meng Pol les ha regañado, y si ríen, es que Meng Po les apremia.
También existe la leyenda de los ingredientes usados de Meng Po para hacer su té.
- Una gota de lágrima
- Dos lágrimas de vejez
- Tres lágrimas de arrepentimiento
- Cuatro lágrimas de añoranza
- Cinco lágrimas de enfermedad
- Seis lágrimas de adiós
- Siete lágrimas de tristeza
- Y por último las lágrimas de amor no correspondidos de Meng Po.

Meng Po al borrar los recuerdos, indirectamente trabaja como una forma de ilusión que permite continuar el ciclo del reencarnaciones sin el peso de las vidas pasadas, al entregar un percepción falsa o limitada de la realidad en la nueva vida al otorgar la amnesia de las vidas pasadas; de forma similar a Maya o a Mara en la tradición hinduista y budista respectivamente.